# Erika von Thellmann
Erika von Thellmann (n. 31 august 1902, Leutschau (azi Levoča) – d. 27 octombrie 1988, Calw) a fost o actriță germană de origine austriacă.

## Biografie
Erika a fost fiica unui ofițer austro-ungar. Ea a copilărit în Ragusa (azi Dubrovnik). Familia Thellmann a părăsit Ragusa la izbucnirea primului război mondial. Erika a urmat școala reală în Bad Cannstatt. Tot acolo, din 1918, a studiat dramaturgia. Debutul îl are în 1919 la teatrul german din Stuttgart, anul următor se mută la teatrul din Berlin, iar din 1928 poate fi văzută pe scenele teatrelor din New York. Erika von Thellmann a început să joace în anii următori în filme mute comice. După război a revenit în Germania, unde a putut fi văzută jucând diferite roluri în piese comice la München și Berlin.

## Filmografie
- 1922: Das goldene Haar
- 1922: Der steinerne Reiter, regia Fritz Wendhausen
- 1935: Die törichte Jungfrau
- 1935: Der grüne Domino, regia Herbert Selpin
- 1935: Der Ammenkönig, regia Hans Steinhoff
- 1936: Weiberregiment
- 1936: Mädchenpensionat
- 1937: Ihr Leibhusar
- 1937: Der Unwiderstehliche
- 1938: Rätsel um Beate
- 1938: Geld fällt vom Himmel
- 1938: Der Fall Deruga
- 1939: Opernball
- 1940: Frauen sind doch bessere Diplomaten
- 1940: Bal paré
- 1940: Rosen in Tirol
- 1940: Carl Peters
- 1941: Die Nacht in Venedig
- 1941: Ewiger Rembrandt
- 1942: Abenteuer im Grand-Hotel
- 1942: Du gehörst zu mir
- 1943: Kohlhiesels Töchter
- 1943: Junge Herzen
- 1943: Der verzauberte Tag
- 1944: Mit meinen Augen
- 1944: Spiel
- 1944: Philharmoniker
- 1945: Sag die Wahrheit (unvollendet)
- 1948: Morgen ist alles besser
- 1949: Eine große Liebe
- 1949: Königskinder
- 1950: Alles für die Firma
- 1951: Mutter sein dagegen sehr
- 1951: Drei Kavaliere
- 1952: Der Weibertausch
- 1952: Fritz und Friederike
- 1952: Toxi
- 1953: So ein Affentheater
- 1953: Ein tolles Früchtchen
- 1954: Ball der Nationen
- 1954: Femeia ușuratică (Die spanische Fliege), regia Carl Boese, după pisa omonimă de Franz Arnold și Ernst Bach
- 1955: Ferien in Tirol
- 1955: Frucht ohne Liebe
- 1955: Ihr erstes Rendezvous
- 1956: Das Liebesleben des schönen Franz
- 1956: Das Sonntagskind
- 1956: Die Stimme der Sehnsucht
- 1957: Das Mädchen ohne Pyjama
- 1957: Mit Rosen fängt die Liebe an
- 1958: Mein ganzes Herz ist voll Musik
- 1959: Ein Engel auf Erden
- 1959: Mein Freund Harvey (TV)
- 1960: Ein Student geht vorbei
- 1960: Bravul soldat Sweik (Der brave Soldat Schwejk), regia Axel von Ambesser
- 1961: Bankraub in der Rue Latour
- 1961: So liebt und küßt man in Tirol
- 1962: Der verkaufte Großvater
- 1962: Das haben die Mädchen gern
- 1963: Moral 63, regia lf Thiele
- 1963: Vorsicht, Mr. Dodd
- 1963: Jazz und Jux in Heidelberg
- 1964: Die schwedische Jungfrau
- 1964: Onkel Toms Hütte
- 1971: Willi wird das Kind schon schaukeln
- 1973: Scheibenschießen (TV)
- 1973: Sommerpension (TV-Serie Der Kommissar)
- 1979: ...es ist die Liebe (TV)